# Shadow Warrior 3
Pour les articles homonymes, voir Shadow Warriors (homonymie).
Shadow Warrior 3 est un jeu de tir à la première personne développé par Flying Wild Hog et édité par Devolver Digital. Il s'agit de la suite de Shadow Warrior 2 de 2016, le jeu est sorti sur Windows en mars 2022.

## Système de jeu
Comme ses prédécesseurs, il s'agit d'un jeu de tir à la première personne et le joueur prend le contrôle de Lo Wang, le protagoniste de la série. Dans le jeu, Lo Wang a accès à un vaste arsenal d'armes à feu pour vaincre ses ennemis. De plus, il utilise également un katana au combat rapproché. Au contact, le joueur peut également exécuter un ennemi, il peut aussi utiliser l'environnement à son avantage. Au fur et à mesure que le joueur progresse dans le jeu, il reçoit de nouvelles armes et gadgets qui facilitent le combat. Tout cela se déverrouille vers le milieu de la campagne. Le jeu propose des niveaux plus linéaires et un système de mise à niveau plus simplifié par rapport à Shadow Warrior 2, bien qu'il introduise de nouveaux mouvements pour Lo Wang, telles que lui donner la possibilité de courir au mur, de faire un double saut et d'utiliser un grappin pour traverser rapidement l’environnement et les surfaces verticales. 

## Trame
Situé dans le Japon néo-féodal, le "ninja d'entreprise déchu" Lo Wang et son acolyte Orochi Zilla sont en quête pour retrouver et vaincre un ancien dragon qu'ils ont accidentellement réveillé. Jason Liebrecht prête à nouveau sa voix à Lo Wang,.

## Développement
Shadow Warrior 3 a été développé par le studio polonais Flying Wild Hog. Le concepteur du jeu Paweł Kowalewski a décrit le jeu comme la version "améliorée" du reboot de 2013, ajoutant que le jeu est "exagéré" et qu'il fera "sentir surpuissant" les joueurs. Les nouvelles options de mouvement ont été ajoutées car l'équipe "voulait que les joueurs puissent se déplacer librement comme un ninja de leurs animes préférés". Cela a également permis à l'équipe de créer des arènes de combat davantage à la verticale. De nombreux systèmes dans Shadow Warrior 2, y compris les statistiques d'armes, les cartes générées procéduralement et la progression des personnages, ont été rationalisés ou supprimés complètement dans Shadow Warrior 3, afin que les joueurs puissent se concentrer sur l'action et ne pas se soucier de leur efficacité au combat. 
L'équipe s'est inspirée des cultures japonaise et chinoise lors de la création de l'univers du jeu. L'humour du jeu est également devenu plus mature, l'équipe disant qu'elle voulait «moderniser» Lo Wang en tant que personnage de jeu vidéo en lui donnant plus de trame de fond. Annoncé le 6 juillet 2020, le jeu devait sortir en 2021 pour les ordinateurs personnels. Il est finalemetn sorti en 2022, ajoutant une version pour les consoles Playstation 4 et 5 ainsi que les Xbox One et Series. 